# Buckingham Castle
Buckingham Castle war eine Burgruine in Buckingham in der englischen Grafschaft Buckinghamshire, am Nordufer des Great Ouse.
Die Burg wurde erstmals 1154–1164 urkundlich erwähnt, wurde aber möglicherweise zwischen 1208 und 1215 zerstört. Vermutlich gehörte sie der Familie Giffard. 1777 wurde das Gelände eingeebnet, um einen Kirchhof anzulegen. Die Umfassungsmauern der Burg frieden heute den Kirchhof ein. Eine ähnliche Steinmauer zieht sich an der Castle Street entlang, wo sie Privatgärten schützt.
Buckingham Castle ist nicht zu verwechseln mit Buckingham Palace, der offiziellen Residenz der britischen Monarchen in London.